# Brößnitz
Brößnitz ist ein Ortsteil von Lampertswalde im Landkreis Meißen in Sachsen.
Nördlich der Ortslage erstrecken sich die Schradenberge (auch Grödener Berge genannt) mit der sich anschließenden Niederungslandschaft Schraden. Die sich hier befindliche Heidehöhe gilt mit 201,4 m ü. NHN als höchste Erhebung des Bundeslandes Brandenburg.

## Lage
Brößnitz befindet sich etwa sieben Kilometer westlich der Stadt Ortrand und sechs Kilometer nördlich von Lampertswalde unmittelbar südlich an der Grenze zu Brandenburg. Umliegende Ortschaften sind die Orte Blochwitz im Südosten, Weißig am Raschütz im Süden, Oelsnitz im Südwesten, Strauch in der Stadt Großenhain im Westen sowie die im brandenburgischen Landkreis Elbe-Elster liegende Gemeinden Hirschfeld im Nordwesten. Großthiemig im Norden und im Landkreis Oberspreewald-Lausitz in Brandenburg gelegene Ort Großkmehlen im Nordosten,.
Brößnitz liegt an der Kreisstraße 8511. Die Staatsstraße 99 und die in Brandenburg verlaufende Landesstraße 59 sind jeweils etwa zwei Kilometer entfernt.

## Geschichte

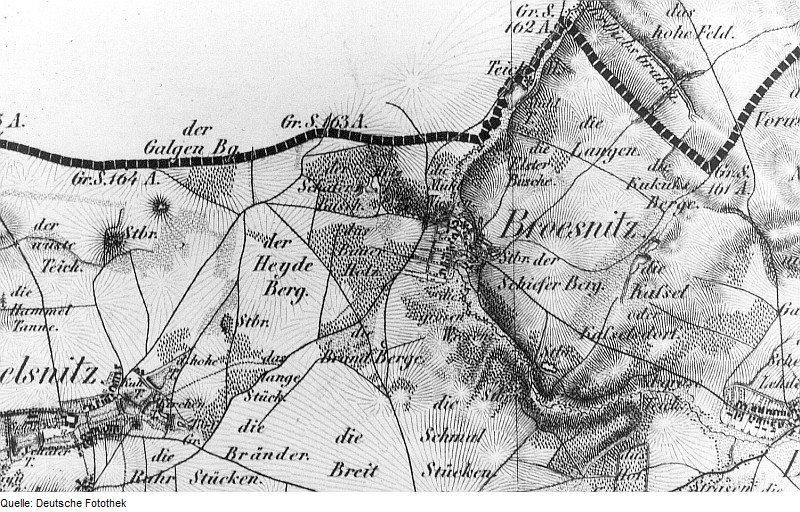
Brößnitz auf einer aus dem Jahre 1841 stammenden Landkarte

Brößnitz auf einer geschichtlichen Karte des Kreises Liebenwerda (1910).

Eine urkundliche Ersterwähnung fand Brößnitz im Jahre 1398 als Bresenicz. In jener Zeit erhielt Agnes, Gemahlin des Günther Drogusch in Hain vom Meißner Markgrafen Wilhelm, dem Einäugigen (1343–1407) Zinsen in Brößnitz als Leibgedinge. Weitere Formen des Ortsnamens waren im Laufe der Zeit: Pressenicz (1406), Breßnitz (1486) und Bresnitz (1551). Der Ortsname entstammt dem Altsorbischen und wird als Birke, Birkenwald oder Birkenbach gedeutet. Die Flur des Ortes wurde im Jahre 1406 mit achtzehn Hufen angegeben.
Ursprünglich wurde Brößnitz als Platzdorf mit 349 Hektar umfassender Gewanneflur angelegt. Bereits im Verlauf des 15. Jahrhunderts wurde der Ort geteilt. Einen Teil besaß die Herrschaft Oelsnitz, einen anderen die Herrschaft Großkmehlen. Als Besitzer sind hier unter anderem die Gebrüder von Betschitz, das Adelsgeschlecht von Lüttichau auf Großkmehlen und der Freiherr von Trützschler bekannt. Das in der Region ebenfalls ansässige Adelsgeschlecht von Köckritz besaß in der Mitte des 15. Jahrhunderts in Brößnitz ein Vorwerk.
Kirchlich gehörte Brößnitz seit dem Jahre 1539 zum Kirchspiel Großthiemig, das heute zum Kirchenkreis Bad Liebenwerda gehört. Hier verblieb es auch nach der Teilung Sachsens im Jahre 1815 bis in die Gegenwart. Seit 1905 besitzt Brößnitz eine eigene kleine Kapelle. Außerdem wurde hier in jenem Jahr ein kommunaler Friedhof errichtet. Zur Schule gingen die Brößnitzer Kinder ursprünglich in Blochwitz, die der Brößnitzer Teichmühle in Großthiemig.
Kurz nach der deutschen Wiedervereinigung schloss sich im Jahre 1994 Brößnitz mit den Nachbargemeinden Weißig, Blochwitz und Oelsnitz-Niegeroda zur Landgemeinde Weißig am Raschütz zusammen.
Dieses Gemeinde ging dann schließlich am 1. Januar 2012 in der Gemeinde Lampertswalde auf.

## Kultur und Sehenswürdigkeiten
In der örtlichen Denkmalliste sind mehrere historische Denkmäler und Gebäude verzeichnet. 
Unter Denkmalschutz stehen hier unter anderem die Gebäude der historischen Stange-Mühle, deren Bestehen schon für das Jahr 1444 urkundlich belegt ist. Im Jahre 1721 wird sie als eingängige Wassermühle an einem Teich angegeben, welche dem Bauern Hans Stange gehört. Die Mühle verblieb bis Anfang der 1950er Jahre im Besitz der Familie Stange und wurde dann enteignet. Erst im Jahre 2000 erhielt die Familie Stange die Mühle zurück, welche seither saniert wird.
Da es sich hier um ein weitgehend original erhaltenes Mühlenensemble handelt, gilt die Anlage von ortshistorischer Bedeutung. Zur Mühle gehört eine große Hofanlage, welche aus einem Wohngebäude mit angebautem Stallteil und im Winkel stehender Scheune besteht.
Weiters stehen in Brößnitz die Straßenbrücke über den Tränkebach, ein aus dem 19. Jahrhundert stammendes Taubenhaus in der Dorfstraße 1, ein Seitengebäude mit angebautem Backhaus eines Bauernhofes in der Dorfstraße 7a, welches zum Teil in Fachwerkbauweise im 18. Jahrhundert entstand und ein historisches Leiternhaus in der Dorfstraße 9b unter Denkmalschutz.
Auf dem örtlichen Friedhof ist das mit einer Inschriftentafel versehene Grabmal für Friedrich Ernst und Anna Pauline Tenner zu finden, welche einst das Friedhofsgrundstück spendeten. Dieses steht ebenso wie das hier befindliche Gefallenendenkmal für die in den beiden Weltkriegen gefallenen Dorfbewohner des Ortes unter Denkmalschutz.